# Paratrichius nomurai
Paratrichius nomurai är en skalbaggsart som beskrevs av Tesar 1941. Paratrichius nomurai ingår i släktet Paratrichius och familjen Cetoniidae. Inga underarter finns listade i Catalogue of Life.